# Xanthoparmelia neopropaguloides
Xanthoparmelia neopropaguloides är en lavart som beskrevs av Hale. Xanthoparmelia neopropaguloides ingår i släktet Xanthoparmelia och familjen Parmeliaceae.   Inga underarter finns listade i Catalogue of Life.